# Pacific Life Open 2004
Die Pacific Life Open 2004 waren ein Tennisturnier der WTA Tour 2004 für Damen und ein Tennisturnier der ATP Tour 2004 für Herren in Indian Wells, welche zeitgleich vom 8. bis zum 21. März 2004 stattfanden.

## Damenturnier
→ Qualifikation: Pacific Life Open 2004/Damen/Qualifikation